# President Roxas (Cotabato)
President Roxas è una municipalità di terza classe delle Filippine, situata nella Provincia di Cotabato, nella Regione del Soccsksargen.
President Roxas è formata da 25 baranggay:
- Alegria
- Bato-bato
- Cabangbangan
- Camasi
- Datu Indang
- Datu Sandongan
- Del Carmen
- F. Cajelo (New Maasin)
- Greenhill
- Idaoman
- Ilustre
- Kamarahan
- Kimaruhing

- Kisupaan
- La Esperanza
- Labu-o
- Lamalama
- Lomonay
- Mabuhay
- New Cebu
- Poblacion
- Sagcungan
- Salat
- Sarayan
- Tuael